# Abdelhamid Abaaoud
Abdelhamid Abaaoud (ur. 8 kwietnia 1987, zm. 18 listopada 2015 w Saint-Denis) – islamski terrorysta, podejrzany o serię zamachów w Paryżu w 2015 roku.

## Życiorys
Abdelhamid Abbaoud był synem sklepikarza Omara Abbaouda, który wyemigrował z Maroka do Belgii w 1975 roku. Został aresztowany w 2010 roku za kradzieże, a w 2014 roku przeniósł się do Syrii i dołączył do Państwa Islamskiego. Według dziennika The Guardian wraz z Sidem Ahmedem Ghlamem próbował dokonać ataku na kościół zabijając przy tym jedną osobę. Został skazany przez sąd na karę 20 lat pozbawienia wolności, lecz w styczniu 2015 uciekł do Syrii. Został zabity w obławie przez francuską policję 18 listopada 2015 w Saint-Denis.